# Wold en Wieden
Het waterschap Wold en Wieden was een fusiewaterschap in de Nederlandse provincies Drenthe en Overijssel, ontstaan in 1996 en 4 jaar later alweer opgeheven. Het was een samenvoeging van de waterschappen Vollenhove, de Vledder en Wapserveense Aa en Nijeveen-Kolderveen.